# 아이티 구르드
구르드(프랑스어: gourde, 아이티어: goud)는 아이티의 통화로 1 구르드는 100 상팀(프랑스어: centimes, 아이티어: santim)으로 나뉜다.
아이티는 1813년에 구르드를 도입했다. 5, 10, 20, 50 상팀, 1, 5 구르드 동전과 10, 25, 50, 100, 250, 500, 1000 구르드 지폐가 통용된다.